# Mallotus beddomei
Mallotus beddomei är en törelväxtart som beskrevs av Joseph Dalton Hooker. Mallotus beddomei ingår i släktet Mallotus och familjen törelväxter. Inga underarter finns listade i Catalogue of Life.